# Gunnar Gren
Gunnar Gren (Gårda, 31 de Outubro de 1920 –– Gotemburgo, 10 de Novembro de 1991) foi um futebolista sueco.

## Carreira

### AC Milan
Fez parte do trio Gre-No-Li, que fez história no Milan e na Seleção Sueca. Era chamado de "professor", pelo seu estilo de jogo calculado e frio. O trio, composto com seus compatriotas Gunnar Nordahl e Nils Liedholm, foi desfeito em 1953, quando Gren deixou o Milan - onde ganhou o scudetto em 1951, o primeiro do clube desde 1907 - para ingressar na Fiorentina.

### Seleção Sueca
Pela Seleção Sueca, conquistou o vice-campeonato na Copa do Mundo de 1958 e a medalha de ouro na Olimpíada de 1948, até hoje o único título sueco oficial no futebol, tendo marcado dois gols na vitória por 3 x 1 na decisão contra a Iugoslávia. Foi o título olímpico que chamou a atenção do Milan para contratar a ele e a Nordahl e Liedholm.
Não esteve na Copa do Mundo de 1950 pois o país só mandou ao Brasil atletas amadores. A política da direção da delegação só foi alterada após a não-classificação para a Copa do Mundo de 1954, onde o país atuou nas Eliminatórias novamente sem seus melhores jogadores. Com isso, Gren e outros astros suecos, como seu colega Liedholm, além de Lennart Skoglund e Kurt Hamrin, que também estavam na liga italiana, puderam integrar o elenco do mundial de 1958.

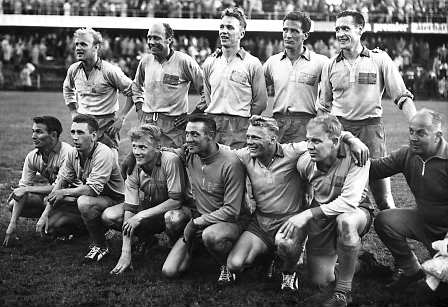
A Seleção Sueca vice-campeã da Copa de 1958. Gren é o segundo em pé, da esquerda para a direita